# Pangkalan Gelebak
Pangkalan Gelebak is een bestuurslaag in het regentschap Banyuasin van de provincie Zuid-Sumatra, Indonesië. Pangkalan Gelebak telt 1971 inwoners (volkstelling 2010).